# Eurypoena tuberosa
Genre
Espèce
Synonymes
- Euryopis tuberosa Wunderlich, 1987

Eurypoena tuberosa, unique représentant du genre Eurypoena, est une espèce d'araignées aranéomorphes de la famille des Theridiidae.

## Distribution
Cette espèce se rencontre en Espagne aux îles Canaries et au Cap-Vert.

## Description
Eurypoena tuberosa mesure 1,5 mm.

## Liste des sous-espèces
Selon World Spider Catalog (version 25.0, 05/05/2024) :
- Eurypoena tuberosa tuberosa (Wunderlich, 1987) des îles Canaries (La Gomera, Tenerife et la Grande Canarie) et du Cap-Vert
- Eurypoena tuberosa alegranzaensis Wunderlich, 1992 de Lanzarote

## Systématique et taxinomie
Cette espèce a été décrite sous le protonyme Euryopis tuberosa par Wunderlich en 1987. Elle est placée dans le genre Eurypoena par Wunderlich en 1992.

## Publications originales
- Wunderlich, 1987 : Die Spinnen der Kanarischen Inseln und Madeiras: Adaptive Radiation, Biogeographie, Revisionen und Neubeschreibungen. Triops Verlag, Langen, p. 1-435.
- Wunderlich, 1992 : Die Spinnen-Fauna der Makaronesischen Inseln: Taxonomie, Ökologie, Biogeographie und Evolution. Beiträge zur Araneologie, vol. 1, p. 1-619.